# Otar Kakabadze
Otar Kakabadze (georgià: ოთარ კაკაბაძე; nascut el 27 de juny de 1995 a Tbilisi, Geòrgia) és un futbolista georgià que juga com a lateral dret.
Ha jugat als clubs FC Dinamo Tbilisi, Nàstic, Esbjerg fB i FC Luzern.

## Internacional
Va jugar a les seleccions sub-17, sub-19 i sub-21 georgianes, És internacional amb la selecció absoluta de Geòrgia des de l'octubre de 2015, quan va debutar contra Gibraltar.
| Selecció | Any   | Partits | Gols |
| -------- | ----- | ------- | ---- |
| Georgia  | 2015  | 3       | 0    |
| Georgia  | 2016  | 4       | 0    |
| Georgia  | 2017  | 8       | 0    |
| Georgia  | 2018  | 8       | 0    |
| Georgia  | 2019  | 10      | 0    |
| Georgia  | 2020  | 5       | 0    |
| Georgia  | 2021  | 9       | 0    |
| Georgia  | 2022  | 6       | 0    |
| Georgia  | 2023  | 5       | 0    |
| Georgia  | 2024  | 9       | 0    |
| Total    | Total | 67      | 0    |

Actualitzat a 10 de setembre de 2024

## Palmarès

#### Dinamo Tbilisi
- 2 Lliga de Geòrgia: 2013–14 i 2015–16
- 3 Copa de Geòrgia: 2013–14, 2014-15 i 2015–16
- 2 Supercopa de Geòrgia: 2014 i 2015

#### Individual
Ordre d'Honor de Geòrgia: 2024